# Бидненко, Александр Иванович
Александр Иванович Бидненко (в наградном листе — Бедненко) (1920—1945) — майор Рабоче-крестьянской Красной Армии, участник Великой Отечественной войны, Герой Советского Союза (1945).

## Биография
Александр Бидненко родился в 1920 года в селе Тепловка (ныне — Пирятинский район Полтавской области Украины) в крестьянской семье. После окончания средней школы работал на шахте. В 1940 году был призван на службу в Рабоче-крестьянскую Красную Армию. В 1941 году окончил военное пехотное училище в Орджоникидзе, впоследствии, в 1944 году, — курсы «Выстрел». С 1941 года — на фронтах Великой Отечественной войны. Участвовал в боях на Северо-Кавказском и 1-м Белорусском фронтах. Участвовал в обороне Одессы и Севастополя, битве за Кавказ, освобождении Ростова, Таганрога, Мариуполя. К январю 1945 года майор Александр Бидненко командовал 2-м стрелковым батальоном 961-го стрелкового полка 274-й стрелковой дивизии 69-й армии 1-го Белорусского фронта. Отличился во время освобождения Польши.

### Герой Советского Союза
В январе 1945 года Бидненко готовил личный состав батальона к прорыву немецкой обороны в районе Радома. 14 января 1945 года, производя разведку боем, батальон захватил первые две линии обороны немцев, а затем, преследуя немецкие войска, не дал им закрепиться на промежуточных рубежах. 16 января 1945 года батальон штурмом взял Радом. 18 января совместно с другими частями батальон форсировал Пилицу и продолжил преследование отступающих немецких войск. 29 января бойцы батальона вышли к границе Польши с Германией. В ночь с 30 на 31 января, преодолев сильное немецкое сопротивление, батальон Бидненко форсировал реку Варту. 4 февраля батальон вышел к Одеру в районе Франкфурта. Во время этих боёв батальон уничтожил 3 САУ, 4 самоходные зенитные установки, 2 батареи миномётов, 15 пулемётов, несколько сотен вражеских солдат и офицеров, захватил 30 самолётов, 2 батареи артиллерии и 3 батареи миномётов, 13 пулемётов, множество других трофеев, взял в плен 260 солдат и офицеров.
Указом Президиума Верховного Совета СССР от 27 февраля 1945 года за «образцовое выполнение боевых заданий командования и проявленные при этом мужество и героизм» майор Александр Бидненко был удостоен высокого звания Героя Советского Союза с вручением ордена Ленина и медали «Золотая Звезда» за номером 3096.
В марте 1945 года батальон Бидненко захватил вражеский аэродром с более чем 100 самолётами.

### Гибель
17 апреля 1945 года майор Бидненко был тяжело ранен осколком мины в бою под Берлином. 7 мая 1945 года он скончался в госпитале. Похоронен в Познани на кладбище советских воинов.

### Награды
Был также награждён орденом Суворова 3-й степени, двумя орденами Красной Звезды, а также рядом медалей.

### Память
В память о Бидненко на здании средней школы в его родном селе установлена мемориальная доска, в честья Героя назван ДК села Берёзовая Рудка Пирятинского района Полтавской области.